# Вуглецева бульбашка
«Вуглецева бульбашка» (англ. carbon bubble) — завищення ринкової вартості компаній, які видобувають викопне паливо, через недооцінку інвесторами перспектив обмежень на видобуток палива, пов'язаних з глобальним потеплінням. Є одним із прикладів фіаско ринку.

## Історія поняття
Термін набув популярності[джерело?] після публікації двох доповідей організації «Ініціатива з відстежування вуглецю» (англ. Carbon Tracker Initiative) у 2011 і 2013 роках.

## Масштаб проблеми
Згідно з сучасними науковими уявленнями, для уникнення неприйнятних наслідків глобального потепління його величину потрібно обмежити. Величина потепління не більш як на 2 °C є найбільш загальновизнаною метою на міжнародних переговорах зі зміни клімату. Її підтримали близько 140 держав. Низка країн встановили національні цілі у сфері емісії вуглекислоти, вводять внутрішнє кліматичне законодавство. Водночас світові фінансові ринки здебільшого ігнорують наслідки можливого введення політики обмеження емісії, яку формально декларували уряди переважної більшості країн світу, що беруть участь у Рамковій конвенції ООН зі зміни клімату і переговорах стосовно цього. Інвестори схильні вважати, що всі запаси вуглецевої сировини можуть стати об'єктом видобутку і комерційного використання. За оцінкою колишнього керівного директора компанії JP Morgan Джона Фуллертона, їх сукупна вартість у поточних цінах становить близько 27 трильйонів доларів. За сучасними науковими оцінками для запобігання неприйнятних змін клімату 60 — 80% від цих запасів повинні залишатися недоторканими. Таким чином, ринок неправильно оцінює можливість товарного використання викопних ресурсів на суму до 20 трлн доларів, що загрожує широкомасштабними фінансовими потрясіннями в багатьох країнах світу.

## Поточна ситуація і тенденції змін
Найбільший внесок у вивчення цієї проблеми зробили[джерело?] неурядова організація «Ініціатива з відстеження вуглецю» і Грентхемський інститут досліджень зміни клімату та екології при Лондонській школі економіки, керівником якого є Ніколас Стерн.
Їх аналіз розвитку ситуації в останні роки показує зростання залежності світових фінансових ринків від вуглецевих активів. Також збільшується частка найбільш «брудного» виду палива, вугілля, в цих активах. Видобувні компанії витрачають на розвідку нових запасів сировини в 5 разів більше, ніж на виплати своїм акціонерам. Збереження нинішніх тенденцій означає збільшення вуглецевих активів ще більш ніж на 6 трлн доларів за наступне десятиліття.
Дослідники відзначають географічну відмінність у структурі активів, з домінуванням нафти в Америці і Європі, тоді як в Азії, Африці та Австралії переважає вугілля.

## Рекомендації
Вчені запропонували фінансовим регуляторам низку рекомендацій[джерело?], зокрема:
- Збирати інформацію про кількість СО2, асоційованого з резервами компаній, акції яких наявні на ринку, а також про витрати компаній на отримання доступу до нових запасів викопного палива. Перший з цих індикаторів показує величину ресурсів, використання яких потенційно можна заморозити, а другий вказує на кількість грошових коштів, які можуть бути втрачені через їх нераціональне інвестування. Разом ці показники могли б характеризувати схильність даного фінансового ринку до систематичного ризику через потенційно обмежений характер використання вуглецю.

- Використовувати стрес-тести щодо планів виробництва і рівня фінансових резервів компаній, застосувавши сценарій емісії з потеплінням на 2 °С.

- Модифікувати низку показників (зокрема, коефіцієнт відновлення запасів), щоб вони відображали варіанти з обмеженим використанням вуглецю.

- Кредитні рейтингові агентства мають враховувати фактор кліматичної політики при оцінці систематичних ризиків.

## Громадська кампанія за бойкот інвестицій
Активісти низки екологічних груп, зокрема 350.org, розгорнули кампанію за відмову від інвестицій у компанії з видобутку викопного палива. Вони проводять цю кампанію в університетах, церквах, пенсійних фондах. Кампанію офіційно підтримала ООН.
«Ніхто не думає, що ця кампанія може завдати прямих фінансових збитків бізнесу на викопному паливі, вона і не прагне до цього. Швидше її метою є зафіксувати той факт, що мейнстрімові інституції кидають виклик моральному імперативу діяти проти зміни клімату. Мета кампанії — досягти суспільного консенсусу, що бездіяльність не є нейтральною, що вона є аморальною». (David Roberts)

## Реакція політиків та бізнес-спільноти
Дотепер є обмежена кількість прикладів реакції на проблему офіційних осіб і компаній.
Крістіна Фігуерес, виконавчий секретар  Рамкової конвенції ООН зі зміни клімату вважає, що, беручи до уваги наслідки вуглецевої бульбашки, компанії «фідуціарно зобов'язані» перед своїми акціонерами — перейти до низьковуглецевої економіки. «Якщо корпорації продовжують інвестувати в нове викопне паливо, вони грубим чином зловживають довірою, оскільки наукові докази абсолютно недвозначні» — заявила вона. «З наукових даних випливає, що ми в будь-якому разі перейдемо до низьковуглецевої економіки, так чи інакше, шляхом політичних заходів або без них … Ми почнемо рухатися до низьковуглецевого світу або керуючись політикою, або тому, що природа змусить нас це зробити. Якщо ми дочекаємося примусу сил природи, ціна буде астрономічною.»
Комітет з екологічного аудиту парламенту Великої Британії в березні 2014 опублікував доповідь «Зелені фінанси», в якій констатував, що фінансові ринки «надувають фінансову бульбашку», переоцінюючи компанії з активами у викопному паливі, яке має залишитися недоторканим для обмеження кліматичних змін. Доповідь містить рекомендації на адресу уряду і центрального банку Великої Британії, у ній також відзначено важливу роль «амбітної та зобов'язувальної» міжнародної кліматичної угоди, прийняття якої очікували 2015 року в Парижі.
Міжнародне енергетичне агентство попереджало, що, при обмеженні рівня СО2 в земній атмосфері величиною 450 ppm, дві третини розвіданих запасів викопного палива стануть невидобувними, а відповідні фінансові вкладення — замороженими.
Країни групи G20 санкціювали спільне вивчення фінансових ризиків, пов'язаних з інвестиціями в проекти видобутку викопного палива, що суперечать міжнародним цілям у галузі клімату й мають ризик залишитись нездійсненними.
Папська академія наук опублікувала доповідь, в якій стверджується, що межа потепління на 2 °C вимагає «глибокої декарбонізації енергетичної системи до середини сторіччя і досягнення близької до нуля емісії до 2070 року», при цьому мова йде не просто про добробут майбутніх поколінь, а про власне існування людської цивілізації.
Доповідь вийшла у зв'язку з підготовкою спеціальної енцикліки Папи Римського щодо зміни клімату.
Найбільша у світі приватна вугільна компанія Peabody Energy заявила, що, глобальне потепління є «екологічною кризою, яку передвістили неповноцінні комп'ютерні моделі».
Інший вугільний гігант, Glencore Xstrata, вважала, що уряди не зможуть стримати емісію CO2.
Компанія ExxonMobil оголосила, що розкриває інформацію про можливі наслідки для її бізнес-моделі від різних варіантів майбутньої політики обмеження емісії. Це дозволить інвесторам самостійно оцінити ризик «вуглецевої бульбашки» стосовно майбутнього компанії. Це рішення вони прийняли під тиском групи інвесторів, невдоволених великими витратами на розвідку нових запасів, які, на їхню думку, не можуть бути використані через ризик катастрофічного глобального потепління.
Група організацій і приватних інвесторів, що включає Rockefeller Brothers Fund, оголосила про свій намір вивести 50 млрд доларів з активів, пов'язаних із видобуванням викопного палива.
Найбільша страхова компанія Франції Axa оголосила про намір повністю позбутися своїх вугільних активів до кінця 2015 року.